# يوهان بيتر كوخ
يوهان بيتر كوخ (بالدنماركية: Johan Peter Koch)‏ (15 يناير 1870 – 13 يناير 1928) هو قائد ومستكشف دنماركي، اكتشف المستعمرات الدنماركية المستقلة في القطب الشمالي.
شارك كوخ في حملة استكشافية في شرق جرينلاند سنة 1900 م، وكان أحد أعضاء الفريق الذي قام بحملات مسح لآيسلندا سنتي 1903-1904 م. وبين سنتي 1906-1908 م، شارك في الحملة الدنماركية التي قادها لودفيج ميليوس-إريكسن، التي رسمت خريطة المناطق الأخيرة من الساحل الشمالي الشرقي لجرينلاند. وبعد فقد ميليوس-إريكسن واثنين من أعضاء الحملة في الرحلة الطويلة من دنماركسهافن إلى بيري لاند، استطاع كوخ وزميله الجرينلاندي توبياس غبريالسن أن يعثروا على جثة الجرينلاندي يورجن بورنلند، وفي يده خريطة كاملة مرسومة لجرينلاند. وفي سنتي 1912-1913 م، قاد كوخ حملة أخرى في داخل جرينلاند بصحبة ألفريد فيجنر.
حصل كوخ على ميدالية جمعية الأنثربيولوجيا والجغرافيا السويدية، كما أصبح عضوًا في البعثة القطبية الدولية.